# عبد الله عبد المحسن الشرهان
عبد الله عبد المحسن الشرهان (1937 - 2019) وزير المواصلات الكويتي السابق، ما بين عامي 1988 - 1990.

## السيرة الذاتية
ولد المهندس عبد الله عبد المحسن الشرهان في مدينة الكويت من عام 1937 ، وهو حاصل على شهادة البكالوريوس في الجيولوجيا، من احدى الجامعات الاميركية، وعمل مساعد جيولوجي بترول في شركة النفط الأميركية المستقلة ، ثم رئيساً للمهندسين بدرجة وكيل وزارة مساعد بوزارة الكهرباء، كما عمل مستشاراً لوزير الكهرباء والماء، وعين وزيراً للمواصلات عام 1988.

## محطات من حياته
- ساهم بشكل رئيسي في مشروع الشبكة الرئيسية بما فيها ابراج المياه ومحطات الضخ الحديثة.
- ساهم بشكل رئيسي في مشروع التنقيب عن الماء الصليبي في الصحراء.
- اسهم في تأسيس مركز تقويم وتعليم الطفل وترأس مجلس ادارته.[3]
- المؤسس الأول للنادي العلمي الكويتي، وترأس مجلس ادارته أيضا.

## وصلات خارجية
- عبد الله عبد المحسن الشرهان